# Jozef Kovalík
Jozef Kovalík, né le 4 novembre 1992 à Bratislava, est un joueur de tennis slovaque, professionnel depuis 2010.

## Carrière
Jozef Kovalík obtient son premier résultat significatif en 2013 lorsqu'il atteint une finale en Challenger à Itajaí. Il remporte son premier titre dans cette catégorie de tournoi l'année suivante à Meerbusch contre Andrey Kuznetsov. En 2016, il se qualifie notamment pour l'Open d'Australie et le Masters d'Indian Wells où il s'incline au second tour après avoir opposé une belle résistance à Dominic Thiem. Il est également quarts de finaliste à Munich.
Début 2017, il signe l'une des meilleures performances de sa carrière lorsqu'il bat le no 6 mondial Marin Čilić au deuxième tour du tournoi de Chennai (7-65, 5-7, 7-5). Il fait ses débuts à Roland-Garros face à Stanislas Wawrinka. En 2018, il parvient jusqu'en demi-finale du tournoi de Sofia. Fin juillet, il atteint une nouvelle demi-finale lors de l'ATP 500 de Hambourg après être sorti des qualifications. Cette performance lui permet d'intégrer le top 100 ATP. Il écarte notamment le 24e mondial Damir Džumhur au premier tour. En demi-finale, il manque une balle de match contre Leonardo Mayer (66-7, 6-4, 7-67). Entre la fin de l'année 2018 et le début de l'année 2019, il manque six mois de compétition en raison d'une blessure au poignet droit.
Membre régulier de l'équipe de Slovaquie de Coupe Davis, il a notamment disputé les barrages du Groupe Mondial en 2016 contre l'Australie.

## Palmarès
Jozef Kovalík totalise neuf titres sur le circuit ITF en simple et six en double.
Il a remporté cinq tournois dans la catégorie Challenger à Meerbusch en 2014, Naples en 2016, Poprad-Tatry en 2018, Szczecin et Maia en 2019. En double, il s'est imposé à Rome en 2017 avec Martin Kližan.

## Parcours dans les tournois duGrand Chelem

### En simple
| Année | Open d'Australie | Open d'Australie  | Internationaux de France | Internationaux de France | Wimbledon       | Wimbledon   | US Open         | US Open        |
| ----- | ---------------- | ----------------- | ------------------------ | ------------------------ | --------------- | ----------- | --------------- | -------------- |
| 2016  | 1er tour (1/64)  | Marco Trungelliti | —                        | —                        | —               | —           | 1er tour (1/64) | Vasek Pospisil |
| 2017  | —                | —                 | 1er tour (1/64)          | Stanislas Wawrinka       | —               | —           | —               | —              |
| 2018  | —                | —                 | 1er tour (1/64)          | P. Carreño Busta         | —               | —           | —               | —              |
| 2019  | —                | —                 | 1er tour (1/64)          | Stanislas Wawrinka       | 1er tour (1/64) | Robin Haase | 1er tour (1/64) | Aljaž Bedene   |
| 2020  | 1er tour (1/64)  | P. Carreño Busta  | —                        | —                        | Annulé          | Annulé      | 1er tour (1/64) | Maxime Cressy  |
|       |                  |                   |                          |                          |                 |             |                 |                |
| 2024  | —                | —                 | 3e tour (1/16)           | Holger Rune              | —               | —           | —               | —              |

N.B. : à droite du résultat se trouve le nom de l'ultime adversaire.

### En double
| Année | Open d'Australie | Open d'Australie | Internationaux de France | Internationaux de France | Wimbledon | Wimbledon | US Open                                                                            | US Open |
| ----- | ---------------- | ---------------- | ------------------------ | ------------------------ | --------- | --------- | ---------------------------------------------------------------------------------- | ------- |
| 2019  | —                | —                | —                        | —                        | —         | —         | 2e tour (1/16) A. Ramos \|\| style="text-align:left;" \| Łukasz Kubot Marcelo Melo |         |

N.B. : le nom du partenaire se trouve sous le résultat ; le nom des ultimes adversaires se trouve à droite.

## Parcours dans lesMasters 1000
| Année | Indian Wells          | Miami | Monte-Carlo | Madrid | Rome | Canada | Cincinnati | Shanghai | Paris |
| ----- | --------------------- | ----- | ----------- | ------ | ---- | ------ | ---------- | -------- | ----- |
| 2016  | 2e tour Dominic Thiem | —     | —           | —      | —    | —      | —          | —        | —     |

N.B. : sous le résultat se trouve le nom de l’ultime adversaire.

## Victoires sur le top 10
Toutes ses victoires sur des joueurs classés dans le top 10 de l'ATP lors de la rencontre.
| Légende      |
| Grand Chelem |
| Masters 1000 |
| 500 Series   |
| 250 Series   |

| # | J.K.   | Tournoi | Année | Surface    | Adversaire  | Rang | Tour | Score          |
| - | ------ | ------- | ----- | ---------- | ----------- | ---- | ---- | -------------- |
| 1 | no 117 | Chennai | 2017  | Dur (ext.) | Marin Čilić | no 6 | 1/8  | 7-65, 5-7, 7-5 |

## Classements ATP en fin de saison
| Année          | 2010 | 2011 | 2012 | 2013 | 2014 | 2015 | 2016 | 2017 | 2018 | 2019 | 2020 | 2021 | 2022 |
| Rang en simple | 1505 | 412  | 341  | 344  | 203  | 256  | 117  | 165  | 86   | 140  | 131  | 148  | 139  |
| Rang en double | –    | 492  | 503  | 1123 | 791  | 439  | –    | 281  | 455  | 391  | 435  | 1009 | 994  |

Source : (en) Classements de Jozef Kovalík sur le site officiel de la Fédération internationale de tennis